# Muhammad Ridwan
Muhammad Ridwan (Semarang, Indonesia, 8 de julio de 1980) es un exfutbolista y entrenador de fútbol de Indonesia que jugaba en la posición de extremo y actualmente es el entrenador del PSIS sub-19.

## Carrera

### Club
| Periodo   | Club                  | Apariciones | Goles |
| --------- | --------------------- | ----------- | ----- |
| 1999-2002 | PSIS Semarang         | 50          | 8     |
| 2003–2004 | Pelita Krakatau Steel | 20          | 4     |
| 2004–2005 | Persegi Gianyar       | 22          | 7     |
| 2005–2008 | PSIS Semarang         | 72          | 20    |
| 2008–2010 | Pelita Jaya           | 59          | 12    |
| 2010–2012 | Sriwijaya FC          | 52          | 8     |
| 2012–2015 | Persib Bandung        | 56          | 15    |
| 2015–2016 | Sriwijaya FC          | 22          | 1     |
| 2016–2017 | PSIS Semarang         | 15          | 4     |

### Selección nacional
Jugó para Indonesia en 41 ocasiones de 2006 a 2014 y anotó cinco goles; participó en la Copa Asiática 2007.

## Logros

### Club
PSIS Semarang
- First Division: 2001

Sriwijaya
- Indonesia Super League: 2011–12
- Indonesian Community Shield: 2010

Persib Bandung
- Indonesia Super League: 2014

### Selección nacional
- Indonesian Independence Cup: 2008